# Гольденберг, Аркадий Хаимович
Арка́дий Хаимович Гольденбе́рг (род. 8 апреля 1948, Сталинград) — советский и российский литературовед, фольклорист, гоголевед; доктор филологических наук, профессор Волгоградского государственного социально-педагогического университета. Почетный доктор ВГСПУ. Почётный работник высшего профессионального образования Российской Федерации.

## Биография
Родился в Сталинграде 8 апреля 1948 года.
В 1974 году окончил историко-филологический факультет Волгоградского государственного педагогического института.
С 1974 по 1980 годы — учитель русского языка и литературы средней школы в Волгограде.
С 1981 года работает на кафедре литературы Волгоградского государственного педагогического института.
В 1987 году защитил кандидатскую диссертацию на тему «Традиции фольклора и древнерусской литературы в системе художественных оценок персонажей поэмы Н. В. Гоголя „Мёртвые души“».
С 1991 по 1994 год преподавал русскую литературу в Чанчуньском университете (КНР).
В 2007 году защитил докторскую диссертацию на тему «Фольклорные и литературные архетипы в поэтике Н. В. Гоголя».
С 2008 года — профессор кафедры литературы и методики её преподавания Волгоградского государственного социально-педагогического университета.

## Научная деятельность
Сфера научных интересов: творчество Н. В. Гоголя, архетипы в культуре, мифопоэтика русской литературы, фольклористика, волго-донская литература.
Автор более двухсот научных и научно-методических работ, большая часть которых посвящена творчеству Н. В. Гоголя. Член Гоголевской комиссии Научного совета «История мировой культуры» РАН, член редколлегии Полного академического собрания сочинений и писем Н. В. Гоголя в 23 т. (ИМЛИ РАН).
Монография «Архетипы в поэтике Н. В. Гоголя» стала лауреатом Всероссийского конкурса «Лучшая научная книга 2007 года» и выдержала восемь изданий. Учебное пособие «Творчество Гоголя в мифологическом и литературном контексте» — лауреат Всероссийского конкурса «Лучшая научная книга 2019 года».
Исследователь царицынского текста русской литературы. Автор книги о жизни и творчестве И. Д. Сазанова, составитель первого сборника его избранных произведений. Руководитель проекта по изучению творчества Р. П. Кумова, автор работ о поэтике писателя.
Историк российской филологической науки. Руководитель проекта «Научное наследие Д. Н. Медриша». Коллективная монография «Профессор сказочных наук. Научная биография Д. Н. Медриша» — лауреат Всероссийского конкурса «Лучшая научная книга 2021 года».
Участник международных научных конференций по проблемам изучения русской литературы и фольклора в Австрии, Белоруссии, Великобритании, Венгрии, Греции, Израиле, Италии, Литве, Польше, России, Сербии, Украине.

## Труды"

###### Монографии
- Архетипы в поэтике Н. В. Гоголя: монография / А. Х. Гольденберг. — 8-е изд., испр. — М.: ФЛИНТА, 2023. — 232 с.
- Профессор сказочных наук. Научная биография Д. Н. Медриша: монография / А. Х. Гольденберг, О. О. Путило, Н. Е. Тропкина. — М.: ФЛИНТА, 2021. — 456 с.
- Архетипы в поэтике Н. В. Гоголя: монография / А. Х. Гольденберг. — 7-е изд., испр. — М.: ФЛИНТА, 2021. — 232 с.
- Архетипы в поэтике Н. В. Гоголя: монография / А. Х. Гольденберг. — 6-е изд., стер. — М.: ФЛИНТА, 2018. — 232 с.
- Архетипы в поэтике Н. В. Гоголя: монография / А. Х. Гольденберг. — 5-е изд., стер. — М.: ФЛИНТА: Наука, 2014. — 232 с.
- Жизнь и литературная судьба И. Д. Сазанова: монография / А. Х. Гольденберг, Е. С. Бирючева. — Волгоград: Изд-во ВГСПУ «Перемена», 2014. — 161 с.
- Архетипы в поэтике Н. В. Гоголя: монография / А. Х. Гольденберг. — 4-е изд., стер. — М.: ФЛИНТА, 2013. — 232 с.
- Архетипы в поэтике Н. В. Гоголя: монография / А. Х. Гольденберг. — 3-е изд., стер. — М.: ФЛИНТА: Наука, 2013. — 232 с.
- Архетипы в поэтике Н. В. Гоголя: монография / А. Х. Гольденберг. — 2-е изд., испр. и доп. — М.: ФЛИНТА: Наука, 2012. — 232 с.
- Архетипы в поэтике Н. В. Гоголя: монография / А. Х. Гольденберг. — Волгоград: Изд-во ВГПУ «Перемена», 2007. — 261 с. [

###### Учебные пособия
- Творчество Гоголя в мифологическом и литературном контексте: учебное пособие / А. Х. Гольденберг. — Волгоград: Научное изд-во ВГСПУ «Перемена», 2019. — 108 с.
- Мифопоэтика русской литературы: учебно-методическое пособие / А. Х. Гольденберг. — Волгоград: Научное изд-во ВГСПУ «Перемена», 2019. — 45 с.
- «Мёртвые души» Н. В. Гоголя и традиции народной культуры. учебное пособие по спецкурсу / А. Х. Гольденберг. — Волгоград: ВГПИ, 1991. — 76 с.

###### Диссертации
- Фольклорные и литературные архетипы в поэтике Н. В. Гоголя. Дис. … докт. филол. наук. — Волгоград: Волгоградский государственный педагогический университет, 2007.
- Традиции фольклора и древнерусской литературы в системе художественных оценок персонажей поэмы Н. В. Гоголя «Мёртвые души». Дис. … канд. филол. наук. — Горький, Горьковский государственный университет имени Н. И. Лобачевского, 1987.

###### Избранные статьи
2011—2024 годов:
- Конспекты Гоголя. Опыт комментария  / А. Х. Гольденберг // Неевклидова геометрия Юрия Манна: памяти ученого /  отв. ред. Е.Е. Дмитриева. — М.: ИМЛИ РАН, 2024. — С. 136–159.
- От исторического имени к топонимической легенде: трансформация исторического сюжета в современном фольклоре / А. Х. Гольденберг // Традиционная культура. Научный альманах. 2023. Т. 24. № 3. — С. 124—133.
- Gogol′ N.V., Полное собрание сочинений и писем в двадцати трех томах,t. 8, Мертвые души, vol. 2, Е. Е. Dmitrieva (ed.) / Аrkadij Хаimovič Gol′denberg // Revue des études slaves, 93-1| 2022, 191—194.
- Научно-педагогическое наследие Д. Н. Медриша (Поэтика русской народной лирической песни) / А. Х. Гольденберг // Известия Волгоградского государственного педагогического университета. 2021. — № 7 (160). — С. 180—190.
- Н. В. Гоголь и русская духовная культура: опыт осмысления / А. Х. Гольденберг // Новый филологический вестник. 2020. № 2 (53). — С. 365—379.
- К проблеме литературного палимпсеста: Р. П. Кумов и А. П. Чехов / А. Х. Гольденберг // Тю/ипология дискурсов: К 75-летию Валерия Игоревича Тюпы: Сб. науч. ст. / Сост. и ред. Ю. В. Доманский, В. Я. Малкина. — М.: РГГУ, 2020. — С. 186—192.
- Гоголь и Данте как современная научная проблема / А. Х. Гольденберг // Данте Алигьери: pro et contra, антология. Т. 2 / Сост., вступ. статья М. С. Самариной и И. Ю. Шауба, коммент. М. С. Самариной, И. Ю. Шауба, Е. А. Булучевской. — СПб.: РХГА, 2019. — С. 547—559.
- «Царицынский текст» в творческом наследии Гоголя / А. Х. Гольденберг // Восток-Запад: пространство локального текста в литературе и фольклоре: сб. науч. ст. к 70-летию проф. А. Х. Гольденберга / отв. ред. Н. Е. Тропкина. — Волгоград: Научное издательство ВГСПУ «Перемена», 2019. — С. 94-104.

- Итальянский контекст в поэтике Гоголя и традиция европейского разбойничьего романа / А. Х. Гольденберг // Творчество Гоголя в контексте европейских культур. Взгляд из Рима. Семнадцатые Гоголевские чтения: сб. науч. ст. по материалам Междунар. науч. конф. Рим (Италия), 28 марта — 2 апреля 2017 г. / под общ. ред. В. П. Викуловой. — М.; Новосибирск: Новосиб. изд. дом, 2018. — С. 110—118.
- Поэтика Гоголя в контексте славянской народной культуры / А. Х. Гольденберг // Гоголь и славянский мир. Шестнадцатые Гоголевские чтения: сб. науч. статей по материалам Междунар. науч. конф. Москва, 29 марта; Белград (Сербия), 30 марта — 4 апреля 2016 г. / под общ. ред. В. П. Викуловой. — М.; Новосибирск: Новосиб. изд. дом, 2017. — С. 35—42.
- (англ.) The Irrational Basis of Gogol’s Mythopoetics / Arkadii Goldenberg // Facets of Russian Irrationalism between art and life: mistery inside enigma. Еdited by Olga Tabachnikova. — Leiden; Boston: Brill Rodopi, 2016. — P. 193—202 [Series: Studies in Slavic literature and poetics; volume 61].
- Европейская барочная традиция в поэтике Гоголя / А. Х. Гольденберг // Творчество Гоголя и европейская культура. Пятнадцатые Гоголевские чтения: сб. науч. ст. по материалам Междунар. науч. конф. Москва, Дом Гоголя, 23—24 марта 2015 г. — Вена, 25—29 марта 2015 г. / под общ. ред. В. П. Викуловой. — М.; Новосибирск: Новосиб. изд. дом, 2016. — С. 34—41.
- Гетеротопии в современном городском фольклоре и литературе / А. Х. Гольденберг // Heterotopijos: pasauliai, ribos, pasakojimai (Literatūra 57 (5)), Vilnius: Vilniaus universiteto leidykla, 2015. [Гетеротопии: миры, границы, повествование (Литература 57 (5), специальный выпуск), ред. и сост. Г. П. Михайлова, И. Видугирите, П. Лавринец. — Вильнюс: Издательство Вильнюсского университета, 2015]. — С. 347—355.
- Мифопоэтика Гоголя: художественный текст и этнографическая действительность / А. Х. Гольденберг // Диалог согласия: сб. науч. ст. к 70-летию В. И. Тюпы / под ред. О. В. Федуниной и Ю. Л. Троицкого. — М.: Intrada, 2015. — С. 198—205.
- Смех Гоголя и русская гомилетическая традиция / А. Х. Гольденберг // Творчество Гоголя и русская общественная мысль. Тринадцатые Гоголевские чтения: сб. науч. ст. по материалам Междунар. науч. конф. Москва, Дом Гоголя, 31 марта — 2 апреля 2013 г. / под общ. ред. В. П. Викуловой. — Новосибирск: Новосиб. изд. дом, 2013. — С. 68—77.
- Архетипические сюжеты в экфрасисе Гоголя / А. Х. Гольденберг // Феномен Гоголя. Материалы Юбилейной международной научной конференции, посвященной 200-летию со дня рождения Н. В. Гоголя / Под. ред. М. Н. Виролайнен и А. А. Карпова. — СПб.: Петрополис, 2011. — С. 494—508.
- Предки и потомки как архетипические категории гоголевского хронотопа / А. Х. Гольденберг // Двести лет Гоголя. Сборник научных работ / Под редакцией Василия Щукина. — Kraków: Wydawnictwo Uniwersytetu Jagiellońskiego, 2011. — С. 69—81.

###### Редактирование
- Розанов В. В. О Гоголе. Эссе и фрагменты / Сост., вст. статья В. Г. Сукача, коммент. и указ. В. Г. Сукача и А. Х. Гольденберга; науч. ред., послесл. А. Х. Гольденберга; под общ. ред. В. П. Викуловой. Дом Гоголя — мемориальный музей и научная библиотека. — Москва — Новосибирск: Новосиб. изд. дом, 2022.- 336 с.
- Москвин В. П. Язык поэзии. Приёмы и стили. Терминологический словарь / Отв. ред. А. Х. Гольденберг. — М.: Флинта, 2017. — 460 с.
- Сазанов И. Д. Избранное / науч. ред., сост., вступ. ст. А. Х. Гольденберга; подгот. текстов, коммент. Е. С. Бирючевой. — Волгоград: Изд-во ВГСПУ «Перемена», 2013. — 196 с.
- Литература и фольклорная традиция: Сб. научн. тр. к 70-летию проф. Д. Н. Медриша / Сост., науч. ред. А. Х. Гольденберг. — Волгоград: Перемена, 1997. — 240 с.